# 福澤洋一
- 福沢洋一

福澤 洋一（ふくざわ よういち、1967年5月26日 - ）は、福岡県飯塚市出身の元プロ野球選手（捕手）・コーチ・監督、解説者。

## 来歴・人物

### プロ入り前
直方学園高では、1984年秋季県北部大会準々決勝に進むが、西田川高に敗退した。
大学は九州産業大学に進学。福岡六大学野球リーグでは2年生までに3回の優勝を経験した。1987年秋季リーグではベストナインを受賞、明治神宮大会では初戦でコールド負け。その後に中退。有藤通世監督に「キャッチャーがいないんだ」と見込まれて、ロッテオリオンズの練習生となり、1988年オフにドラフト外で入団した。

### 現役時代
1989年から袴田英利に替わる正捕手として期待され、開幕2戦目となった4月11日のオリックス戦（川崎球場）では斉藤巧に代わり捕手として初出場した。開幕5戦目となった同14日の近鉄戦（川崎）では、「8番・捕手」としてプロ発先発出場した。4月末に一軍登録を外れるが5月後半に復帰すると、その後はほとんどの試合でスタメンマスクを被り、新人ながらチームトップの98試合に出場。盗塁阻止率はこの年のリーグトップの.407を記録したが、村田兆治とはバッテリーを組むことはなかった（村田が引退する翌年は開幕からバッテリーを組み10試合マスクを被った）。また、打撃面では苦戦し、これが翌年以降正捕手争いで大きく響いた。
1990年もレギュラーとして開幕を迎えたが、5月に二軍落ち。6月に復帰するがチームは低迷し、オールスター後にはマイク・ディアズがスタメンマスクを被る機会が増えるなど、前年よりも出番が減る結果となった。
1991年も開幕スタメンに起用された。その後は新人の定詰雅彦、青柳進やディアズらと併用される形でシーズンを過ごした。
1992年、チームは千葉マリンスタジアムへ移転した。新任の八木沢荘六監督は捕手を、守備の福澤、打撃の青柳のどちらかに固定することを明言。青柳はオープン戦からレギュラーを掴み、特に4月は月間MVPを獲得する活躍を見せていたため、福澤は控え捕手となった。その後、同29日の日本ハム戦（千葉マリン）まで1試合も出番がなかったが、その後は青柳もやや陰りを見せ始めたため、徐々に出場機会も増え、夏場はスタメン出場もしばしばあった。
1993年も青柳がレギュラーとして起用されたが、中盤から牛島和彦が復帰すると、1989年に多くバッテリーを組んだ福澤が女房役に指名された。
1994年は自身初の開幕二軍スタートとなり、一軍昇格の機会がなかったが、八木沢が8月前半に休養し、中西太が監督代行を務めた際に一軍昇格を果たし、特に成長株の榎康弘の先発試合ではスタメンで起用された。
1995年はボビー・バレンタイン監督体制となり、青柳がヤクルトへ移籍、日本ハムから山中潔が加入。その中で福澤は8月1日のオリックス戦（マリン）まで全く出番がなく、ほぼ1年間二軍暮らしとなった。
1996年は、一軍出場なしに終わった。
1997年はベテラン田村藤夫がダイエー、定詰が阪神に移籍したが、吉鶴憲治と清水将海のレギュラー争いに入ることはできず、一軍昇格は中々果たせなかった。
1998年は清水が怪我で離脱したこともあり、5年ぶりに開幕一軍スタートとなった。チームは6月13日のオリックス戦（千葉マリン）から連敗し始めた。2連敗の後の2試合や、20年ぶりの10連敗を喫した翌試合で先発出場するが、連敗を止めることはできなかった。7月7日のオリックス戦（GS神戸）で9回裏二死、黒木知宏がハービー・プリアムに同点2ラン本塁打を打たれ、連敗阻止に失敗した試合でも、黒木とバッテリーを組んでいた。18連敗を喫した翌8日の試合で右第一中手骨を骨折し、以降を棒に振った。
1999年は開幕一軍入り後、すぐに二軍へ落ちたが、夏場から再登録された。
2000年は序盤こそ一軍に帯同したが、橋本将の台頭などで6月ごろに二軍へ降格した。
2001年は光山英和の加入、里崎智也の台頭により開幕からベンチを外れることも多かったが、5月から一軍に昇格した。
2002年は開幕一軍を果たすも、すぐに二軍落ちとなった。
2003年は通年二軍でコーチ補佐のような役割を果たし、同年限りで現役を引退した。

### 現役引退後
2004年はロッテに残り、1年だけ二軍バッテリーコーチを務めた。
2005年から2006年までは、横浜ベイスターズの一軍バッテリーコーチを担当。4年ぶりのAクラス入りに貢献した。
2007年は、新しく発足したクラブチーム「浦和ディアーズ」初代監督に就任。同年にはインターネット放送局「marines.tv」の『1ch「Game Live!」』に出演。2008年はこの中継が再構築され格上げになったTwellV プロ野球中継に不定期で出演した。
2009年、横浜の一軍バッテリーコーチに復帰し、2011年までに同コーチを務めた。
2012年からは日本ハムの二軍バッテリーコーチを担当。現役時代の若手への指導がコーチ業で生かされ、栗山英樹監督1年目のリーグ優勝に大きく貢献し、自身も初の優勝経験となった。その後、2013年10月16日に、同年限りで退団することが球団より発表された。
2014年からは古巣・ロッテに、二軍バッテリーコーチとして10年ぶりに復帰。2016年まで同コーチを務め、2017年は二軍監督を、2018年は二軍総合コーチを務め、同年限りでコーチを退任した。
2019年からはスカウトを担当。2022年までの4年間で佐藤都志也、髙部瑛斗、佐藤奨真、池田来翔、菊地吏玖、白濱快起を担当した。
2022年限りでスカウトを退任し、2023年は二軍バッテリーコーチとして5年ぶりに現場に復帰。その後、同年限りでコーチを退任し、再びスカウトに復帰した。

## エピソード
- 出場440試合のうち、先発出場は224試合であった。先発マスクを被った試合の勝敗は92勝123敗9分、勝率.428であったが、1990年と1991年はチームが20以上借金をしていた中で福澤自身は借金3ずつと他捕手より良かった。当時のロッテは捕手難のチームであり、先発出場224試合のうち、ゲームセットまで出続けたのは僅か72試合であった。途中交代のうち打席で代打を出されたのが185試合もあり、レギュラーを取れなかった原因の一つとなった。
- 打撃に課題があったためレギュラーに定着するまでには至らなかったが、後年はベテラン捕手として若手の投手・捕手を支え、指南役として貴重な働きをした。
- 現役時代の応援歌の原曲はチェッカーズの『ムーンライト・レヴュー50s´』

## 詳細情報

### 年度別打撃成績
| 年 度      | 球 団      | 試 合 | 打 席 | 打 数 | 得 点 | 安 打 | 二 塁 打 | 三 塁 打 | 本 塁 打 | 塁 打 | 打 点 | 盗 塁 | 盗 塁 死 | 犠 打 | 犠 飛 | 四 球 | 敬 遠 | 死 球 | 三 振 | 併 殺 打 | 打 率 | 出 塁 率 | 長 打 率 | O P S |
| ---------- | ---------- | ----- | ----- | ----- | ----- | ----- | -------- | -------- | -------- | ----- | ----- | ----- | -------- | ----- | ----- | ----- | ----- | ----- | ----- | -------- | ----- | -------- | -------- | ----- |
| 1989       | ロッテ     | 98    | 225   | 196   | 17    | 34    | 4        | 0        | 0        | 38    | 8     | 3     | 4        | 18    | 0     | 11    | 0     | 0     | 22    | 3        | .173  | .217     | .194     | .411  |
| 1990       | ロッテ     | 68    | 160   | 136   | 10    | 34    | 7        | 0        | 2        | 47    | 9     | 3     | 2        | 15    | 0     | 6     | 0     | 3     | 20    | 1        | .250  | .297     | .346     | .643  |
| 1991       | ロッテ     | 70    | 133   | 115   | 12    | 28    | 3        | 0        | 1        | 34    | 7     | 0     | 0        | 14    | 0     | 4     | 0     | 0     | 17    | 2        | .243  | .269     | .296     | .565  |
| 1992       | ロッテ     | 40    | 36    | 32    | 1     | 4     | 0        | 0        | 0        | 4     | 1     | 0     | 0        | 1     | 0     | 3     | 1     | 0     | 12    | 0        | .125  | .200     | .125     | .325  |
| 1993       | ロッテ     | 33    | 22    | 19    | 2     | 2     | 0        | 1        | 0        | 4     | 1     | 1     | 0        | 2     | 0     | 1     | 0     | 0     | 2     | 0        | .105  | .150     | .211     | .361  |
| 1994       | ロッテ     | 19    | 30    | 25    | 3     | 5     | 0        | 0        | 1        | 8     | 2     | 0     | 1        | 4     | 0     | 1     | 0     | 0     | 4     | 0        | .200  | .231     | .320     | .551  |
| 1995       | ロッテ     | 7     | 9     | 9     | 1     | 2     | 0        | 0        | 1        | 5     | 1     | 0     | 0        | 0     | 0     | 0     | 0     | 0     | 3     | 0        | .222  | .222     | .556     | .778  |
| 1997       | ロッテ     | 16    | 9     | 8     | 0     | 3     | 0        | 0        | 0        | 3     | 1     | 0     | 0        | 0     | 0     | 0     | 0     | 1     | 3     | 0        | .375  | .444     | .375     | .819  |
| 1998       | ロッテ     | 36    | 38    | 30    | 5     | 6     | 0        | 0        | 1        | 9     | 4     | 0     | 0        | 1     | 2     | 5     | 0     | 0     | 9     | 0        | .200  | .297     | .300     | .597  |
| 1999       | ロッテ     | 9     | 11    | 11    | 1     | 1     | 0        | 0        | 0        | 1     | 1     | 0     | 0        | 0     | 0     | 0     | 0     | 0     | 3     | 0        | .091  | .091     | .091     | .182  |
| 2000       | ロッテ     | 14    | 19    | 16    | 0     | 2     | 0        | 0        | 0        | 2     | 1     | 0     | 0        | 2     | 1     | 0     | 0     | 0     | 4     | 1        | .125  | .118     | .125     | .243  |
| 2001       | ロッテ     | 27    | 18    | 14    | 1     | 2     | 0        | 0        | 0        | 2     | 1     | 0     | 0        | 2     | 0     | 1     | 0     | 1     | 5     | 0        | .143  | .250     | .143     | .393  |
| 2002       | ロッテ     | 2     | 2     | 2     | 0     | 0     | 0        | 0        | 0        | 0     | 0     | 0     | 0        | 0     | 0     | 0     | 0     | 0     | 2     | 0        | .000  | .000     | .000     | .000  |
| 2003       | ロッテ     | 1     | 1     | 1     | 0     | 1     | 0        | 0        | 0        | 1     | 0     | 0     | 0        | 0     | 0     | 0     | 0     | 0     | 0     | 0        | 1.000 | 1.000    | 1.000    | 2.000 |
| 通算：14年 | 通算：14年 | 440   | 713   | 614   | 53    | 124   | 14       | 1        | 6        | 158   | 37    | 7     | 7        | 59    | 3     | 32    | 1     | 5     | 106   | 7        | .202  | .246     | .257     | .503  |

### 年度別守備成績
| 年 度 | 球 団  | 捕手  | 捕手     | 捕手     | 捕手     | 捕手     |
| 年 度 | 球 団  | 試 合 | 企 図 数 | 許 盗 塁 | 盗 塁 刺 | 阻 止 率 |
| ----- | ------ | ----- | -------- | -------- | -------- | -------- |
| 1989  | ロッテ | 97    | 81       | 43       | 38       | .407     |
| 1990  | ロッテ | 68    | 48       | 32       | 16       | .333     |
| 1991  | ロッテ | 70    | 47       | 29       | 18       | .383     |
| 1992  | ロッテ | 39    | 12       | 7        | 5        | .417     |
| 1993  | ロッテ | 29    | 20       | 18       | 2        | .100     |
| 1994  | ロッテ | 19    | 5        | 4        | 1        | .200     |
| 1995  | ロッテ | 7     | 3        | 2        | 1        | .333     |
| 1997  | ロッテ | 16    | 5        | 5        | 0        | .000     |
| 1998  | ロッテ | 36    | 16       | 13       | 3        | .188     |
| 1999  | ロッテ | 9     | 4        | 2        | 2        | .500     |
| 2000  | ロッテ | 14    | 1        | 1        | 0        | .000     |
| 2001  | ロッテ | 27    | 6        | 3        | 3        | .500     |
| 2002  | ロッテ | 2     | 0        | 0        | 0        | ----     |
| 通算  | 通算   | 433   | 248      | 159      | 89       | .359     |

- 各年度の太字はリーグ最高

### 記録
初記録
- 初出場：1989年4月11日、対オリックス・ブレーブス1回戦（川崎球場）、8回表に捕手で出場
- 初先発出場：1989年4月14日、対近鉄バファローズ1回戦（川崎球場）、8番・捕手で先発出場
- 初打点：同上、2回裏に村田辰美から
- 初安打：1989年4月15日、対近鉄バファローズ2回戦（川崎球場）、6回裏に阿波野秀幸から二塁打
- 初盗塁：1989年5月27日、対西武ライオンズ4回戦（川崎球場）、2回裏に二盗（投手：渡辺久信、捕手：伊東勤）
- 初本塁打：1990年7月3日、対日本ハムファイターズ12回戦（東京ドーム）、3回表に酒井光次郎から先制ソロ

### 背番号
- 66（1988年 - 1990年）
- 39（1991年 - 2003年）
- 73（2004年、2014年 - 2018年）
- 77（2005年 - 2006年）
- 72（2009年 - 2011年）
- 84（2012年 - 2013年）
- 89（2023年）